# Clavariaceae
Famille
Les Clavariaceae forment une famille de champignons basidiomycètes de l'ordre des Agaricales. Elle est constituée actuellement de sept genres qui présentent tous des formes clavaroïdes, mais que l'on différencie principalement par leur forme : ils peuvent être verticaux, ramifiés, arborescents, résupinés, suspendus ou minuscules. 

## Liste des sept genres

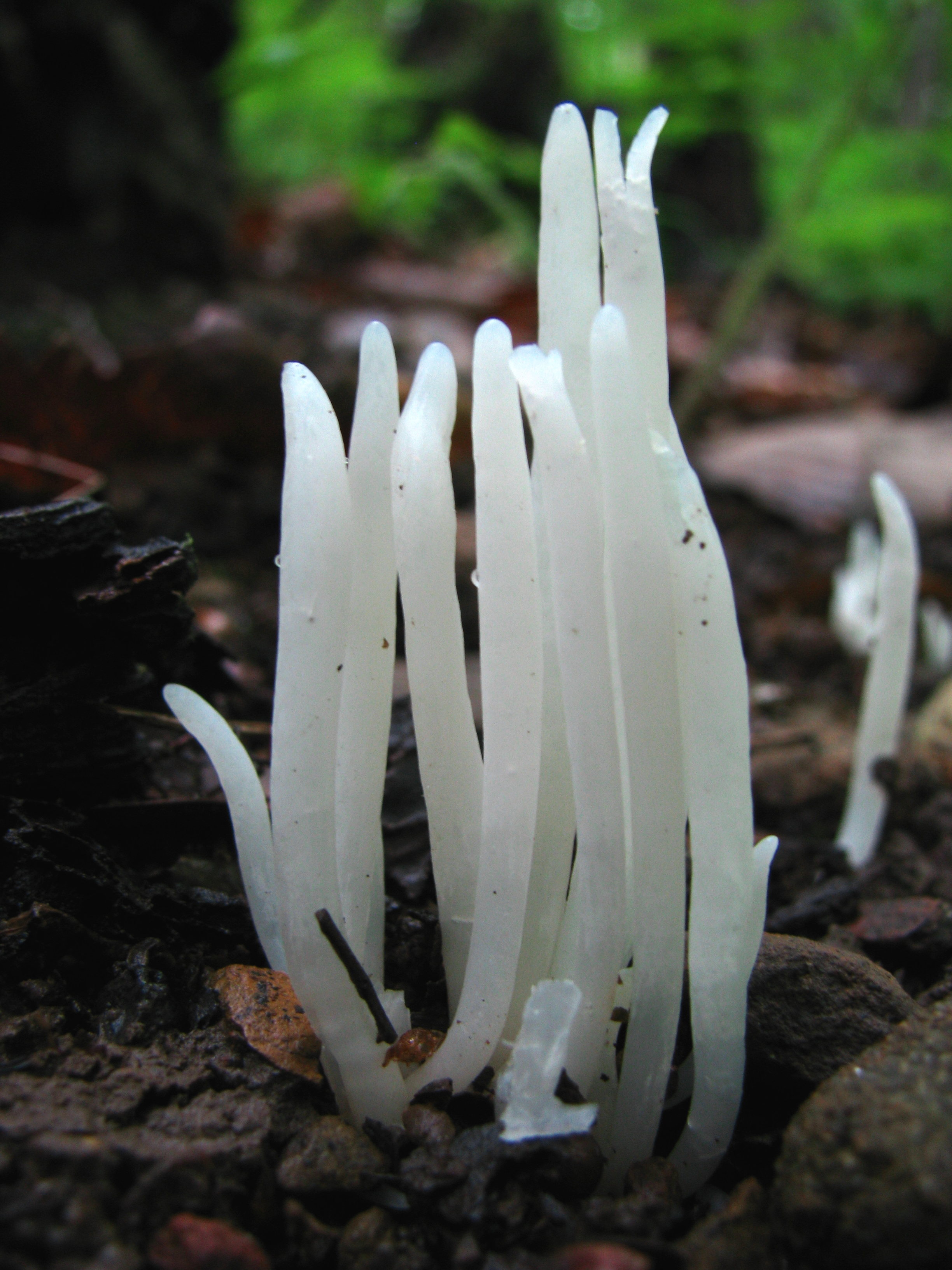
Le genre Clavaria, clavaroïde vertical

D'après la 10e édition du Dictionary of the Fungi (2008), cette famille est constituée de 7 genres :

### Clavaria
Les clavaires sont décrites par Linné dès 1753.
Bien connues par leurs formes coralloïdes, elles contiennent plusieurs centaines d'espèces.

### Clavulinopsis

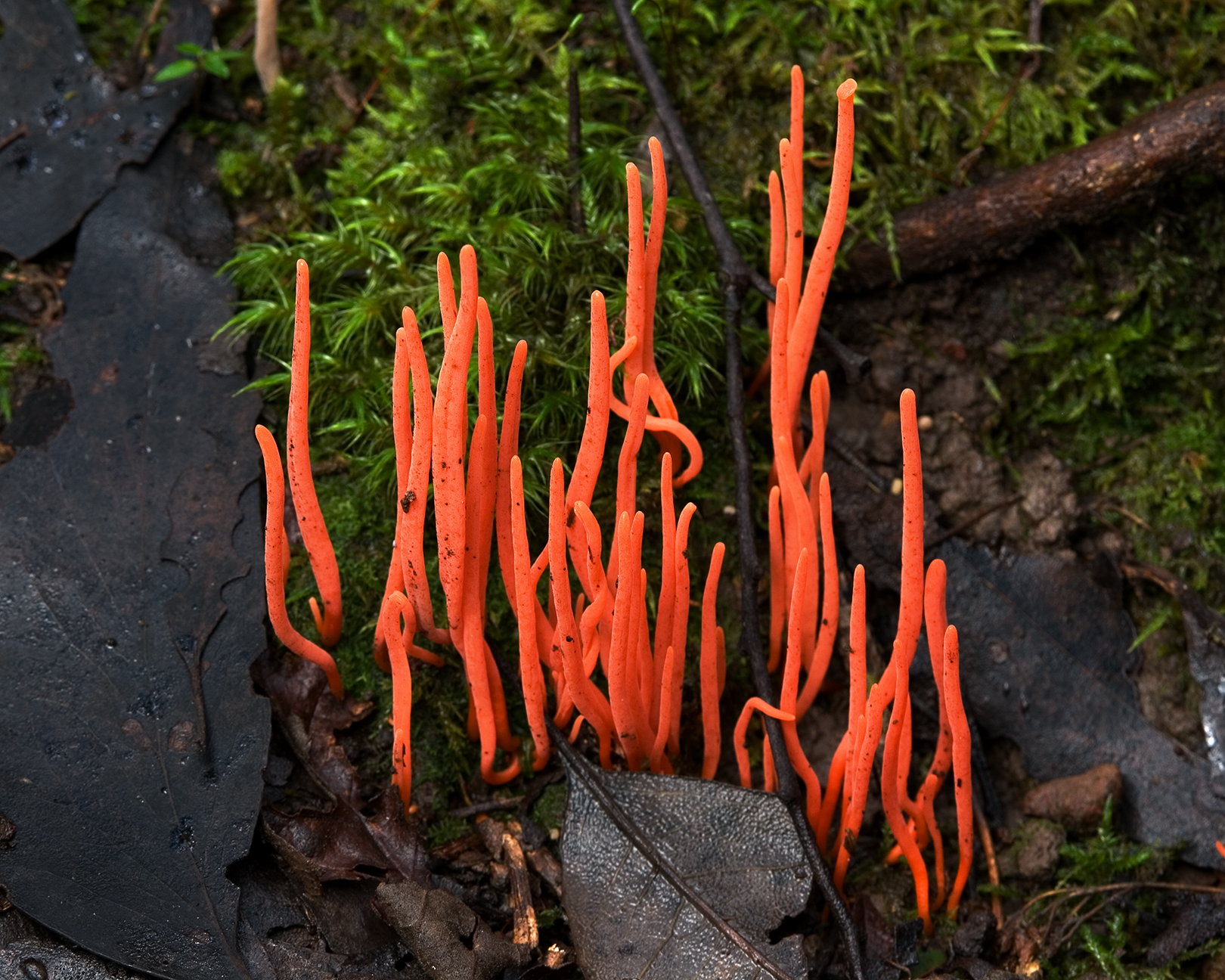
Le genre Clavulinopsis, sans ramification

Le genre Clavulinopsis présente une trentaine d'espèces, fort proches des clavaires par la forme.

### Hyphodontiella
Deux espèces, forme résupinée, blanche, minuscule, décrites en Scandinavie sur les souches d'aulne et de saule. (Salix, Dilleniidae, Alnus, Hamamelididae)
- Hyphodontiella hauerslevii (K.H. Larss. & Hjortstam 1995[5]) vit sur Athyrium filix-femina, Suède
- Hyphodontiella multiseptata Å. (Strid 1975[6]) branche d'Alnus incana : Norvège, Suède

### Mucronella
Une vingtaine d'espèces. Forme clavaroïde pendue, en forme de larme.
L'espèce type avait été initialement nommée Hydnum calvum dans le cadre d'une collaboration entre le botaniste allemand Johannes Baptista von Albertini et l'Américain Lewis David de Schweinitz en 1805; le mycologue suédois Elias Magnus Fries l'a transférée par après dans le genre Mucronella nouvellement décrit en 1874.

#### Taxonomie

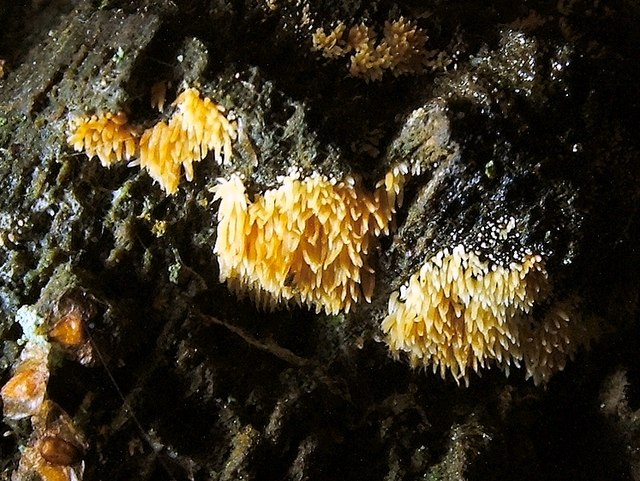
Le genre Mucronella, clavaroïde pendant

#### Exemple
- Mucronella calva

### Ramariopsis

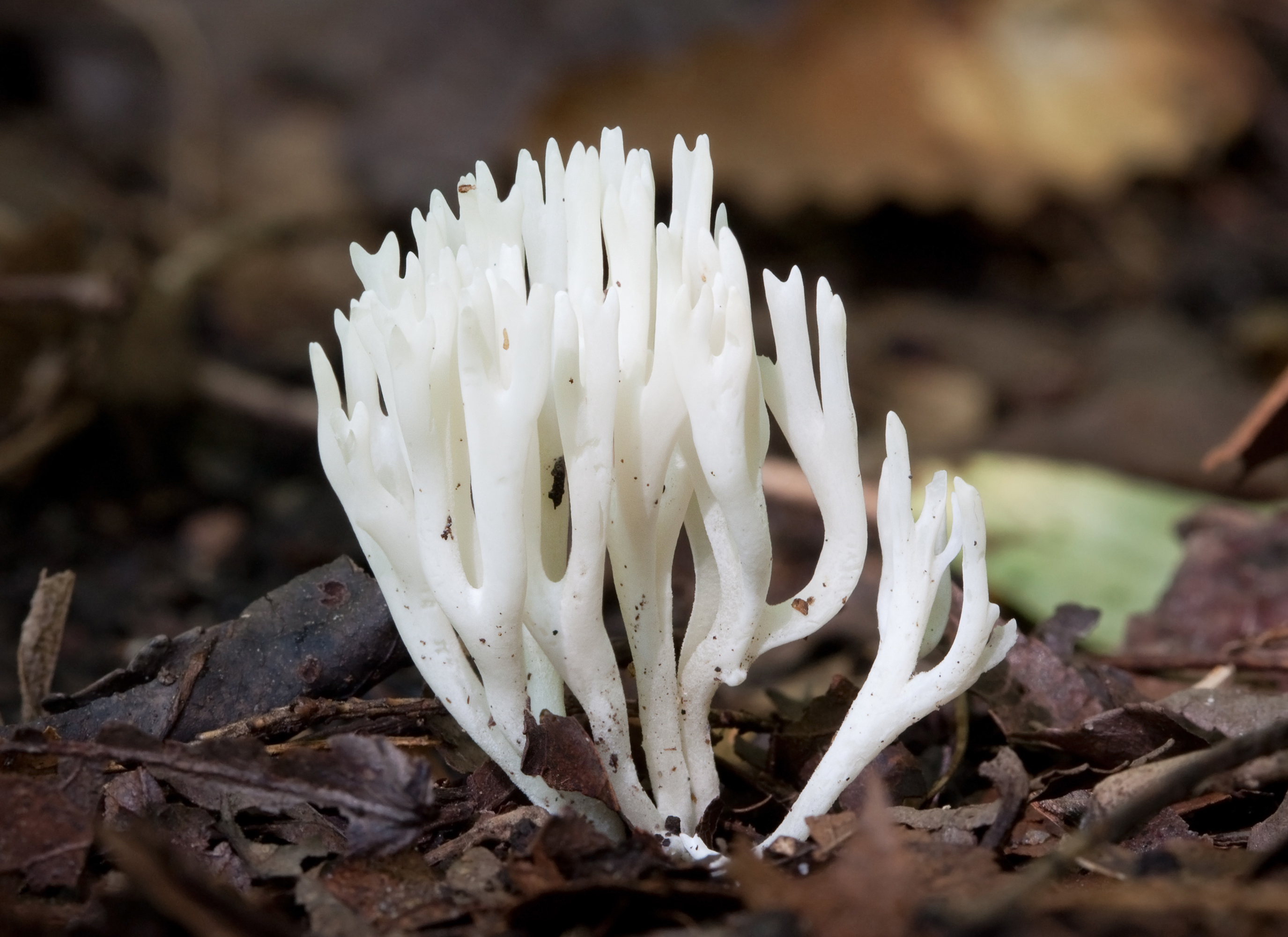
Le genre Ramariopsis, clavaroïde, arborescent

Le genre Ramariopsis présente des formes clavaroïdes arborescentes. Liste d'espèces :
- Ramariopsis agglutinata
- Ramariopsis alutacea
- Ramariopsis asperulospora
- Ramariopsis asterella
- Ramariopsis aurantio-olivacea
- Ramariopsis avellanea
- Ramariopsis avellaneo-inversa
- Ramariopsis bicolor
- Ramariopsis biformis
- Ramariopsis californica
- Ramariopsis cinnamomipes
- Ramariopsis citrina
- Ramariopsis clavuligera
- Ramariopsis costaricensis
- Ramariopsis cremicolor
- Ramariopsis crocea
- Ramariopsis dealbata
- Ramariopsis flavescens
- Ramariopsis hibernica
- Ramariopsis holmskjoldii
- Ramariopsis junquillea
- Ramariopsis kunzei
- Ramariopsis longipes
- Ramariopsis luteotenerrima
- Ramariopsis minutula
- Ramariopsis novae-hibernica
- Ramariopsis ovispora
- Ramariopsis pseudosubtilis
- Ramariopsis pulchella
- Ramariopsis ramarioides
- Ramariopsis simplex
- Ramariopsis subtilis
- Ramariopsis tenuicula
- Ramariopsis tenuiramosa
- Ramariopsis tortuosa
- Ramariopsis vestitipes

### Scytinopogon
Le genre Scytinopogon est décrit par le mycologue Rolf Singer en 1945. Il comporte quatre espèces Europe. Il présente des formes clavaroïdes arborescentes à ramifications complexes. 

#### Espèces européennes
- Scytinopogon angulisporus ((Pat. 1888[13]) Corner 1950[14]) (Europe, Floride, Nouvelle-Zélande, Brésil)
  - var. angulisporus (Pat.) Corner 1950
  - var. curtus Corner 1950
  - var. gracilis Corner 1950
  - var. parvus Corner 1950
- Scytinopogon echinosporus (Berk. & Broome) Corner 1950
- Scytinopogon pallescens (Bres.) Singer 1945
- Scytinopogon scaber (Berk. & M.A. Curtis) D.A. Reid 1962

#### Autres
- Scytinopogon chartaceum (Pat.) R.H. Petersen 1988
- Scytinopogon dealbatus (Berk.) Corner 1970
- Scytinopogon papillosus (Corner 1970[15]) Bolivie
- Scytinopogon parvus (Corner) Douanla-Meli 2007
- Scytinopogon robustus (Rick) Corner 1970

### Setigeroclavula
Proposé comme nouveau genre par RH Pétersen en 1988, c'est une espèce endémique en Nouvelle-Zélande, ressemblant à un très petit clavaire de 3 mm de haut pour 1 mm de large, il se développe sur les rachis d'Asplenium bulbiferum, une fougère de Nouvelle-Zélande.
- Setigeroclavula ascendens (R.H. Petersen 1988[16]),